# Ness Bautista
Ernesto "Ness" Bautista (n. 19??) es un actor y cantante estadounidense conocido por haber participado en la música de la serie The Shield y a Javier Cruz en la serie The Last Ship.

## Biografía
Es hijo de padres puertorriqueños y dominicanos, tiene dos hermanos.

## Carrera
En el 2013 interpretó a Chewy Bustamonte, un miembro de la familia del crimen Bustamonte que intenta atrapar a Gabe, luego de que este construyera un caso Rico en su contra y luego intenta ir tras Vincent y Catherine, quienes fueron testigos, en un episodio de la serie Beauty and the Beast.
En el 2014 apareció como invitado en la popular serie policíaca CSI: Crime Scene Investigation donde dio vida al oficial de la policía Drew Portsmith en el episodio "Kitty".
Ese mismo año se unió al elenco recurrente de la serie The Last Ship donde interpretó al marinero Javier Cruz, el 2.º al mano del equipo VBSS a bordo del buque USS Nathan James, hasta el 17 de julio de 2016 después de que su personaje fuera asesinado mientras intentaba rescatar a parte de la tripulación del buque que había sido secuestrada.

## Filmografía

### Series de televisión
| Año             | Título                         | Papel            | Notas                                   |
| --------------- | ------------------------------ | ---------------- | --------------------------------------- |
| 2002            | The Shield                     | Train Guttierez  | episodio "Pay in Pain"                  |
| 2006            | CSI: Miami                     | Ángel Demorte    | episodio "Rio"                          |
| 2010            | Past Life                      | Balido Rojas     | episodio "Regressing Henry"             |
| 2012            | Prime Suspect                  | Teddy Melendez   | episodio "Stuck in the Middle with You" |
| 2013            | Beauty and the Beast           | Chewy Bustamonte | episodio "Date Night"                   |
| 2014            | CSI: Crime Scene Investigation | Drew Portsmith   | episodio "Kitty"                        |
| 2014 - 2016     | The Last Ship                  | Javier Cruz      | 23 episodios                            |
| 2015 - presente | Sense8                         | Diego            | 11 episodios                            |

### Películas
| Año  | Título | Personaje   | Notas |
| ---- | ------ | ----------- | --- |
| 2013 | Jobs   | Carlos Kidd | junto a Ashton Kutcher, Dermot Mulroney, Josh Gad, Lukas Haas, Matthew Modine, J.K. Simmons, Lesley Ann Warren & Ron Eldard |

### Compositor
| Año         | Serie      | Notas        |
| ----------- | ---------- | ------------ |
| 2002 - 2008 | The Shield | 80 episodios |

### Soundtrack
| Año         | Serie      | Notas                                |
| ----------- | ---------- | ------------------------------------ |
| 2002 - 2008 | The Shield | 89 episodios - intérprete & escritor |